# Tomus ad Flavianum

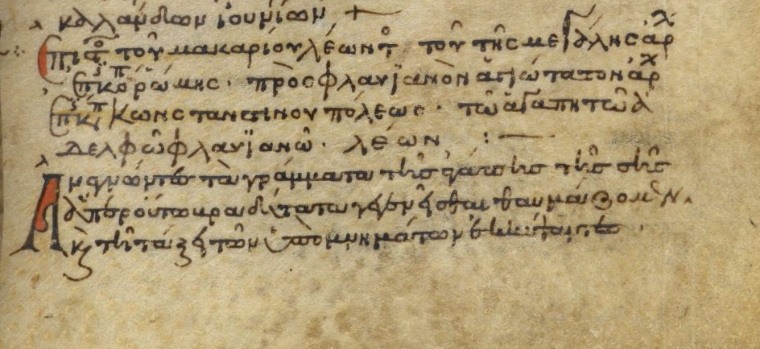
Rękopis z 1111 roku z greckim tekstem listu w Bibliotece Brytyjskiej

Tomus ad Flavianum, zwany Listem dogmatycznym lub Listem 28, jest jednym z najważniejszych tekstów dogmatycznych w całej historii chrystologii. Papież Leon I wysłał go w roku 449 do arcybiskupa Konstantynopola Flawiana w sprawie błędu, który archimandryta konstantynopolitański Eutyches popełnił co do rozumienia Osoby Chrystusa. 

## Znaczenie doktrynalne
Papież napisał swój list spełniając tzw. magisterium zwyczajne, misję nauczania, jaką każdy biskup, a szczególnie biskup Rzymu posiada na mocy swej posługi pasterskiej. Nie była to więc wypowiedź ex cathedra, wiążące orzeczenie wiary. Charakter definicji wiary nadała listowi Leona dopiero jednomyślna aprobata Soboru Chalcedońskiego. Leon Wielki pisał ten list świadom swej roli jako autorytetu wiary, rozjemcy między pozycjami bronionymi przez dwie szkoły antiocheńską i aleksandryjską. Pisał go więc nie po to, by spekulować lub wprowadzać innowacje, lecz by definiować wiarę, jaką Kościół otrzymał poprzez przekaz Pisma Świętego i Tradycji. W liście nie ma żadnych odwołań do innych Ojców Kościoła, ale faktycznie papież odwołuje się do całej tradycji teologii łacińskiej, począwszy od Tertuliana (150-240), Przeciw Prakseaszowi, a skończywszy na Augustynie z Hippony, którego niektóre sformułowania przepisał prawie słowo w słowo.
Znane są dwa listy do papieża Leona od synodu biskupów Galii zebranych w Arles oraz od synodu w Mediolanie (sierpień lub wrzesień 451 r.), które wyrażają najwyższą aprobatę dla treści dogmatycznej listu. Synod mediolański podkreślił całkowitą zgodność listu Leona z nauczaniem biskupa Ambrożego.
List do Flawiana został szeroko przyjęty w cerkwiach wschodnich, prawosławnych i uchodzi za jedyny łaciński tekst, który poważnie wpłynął na teologię tradycji greckiej.

## Treść
W liście do patriarchy Flawiana można dostrzec cztery części:
1. Krótkie wprowadzenie wskazujące na brak roztropności Eutychesa, który trudne prawdy dogmatyczne próbował rozwiązać samemu, bez odwołania się do autorytetu proroków, Apostołów, Ewangelii. Samo wyznanie wiary mówi nam, że żyjący odwiecznie Syn Ojca narodził się w doczesności z Ducha Świętego i Maryi Dziewicy. Narodziny ziemskie z Dziewicy przez działanie Ducha Świętego w niczym nie naruszyły własności natury tego, który się narodził.
2. Dwie natury, których własności są zachowane, zjednoczyły się w jednej osobie, która jest prawdziwym Bogiem i równocześnie w pełni w sposób doskonały prawdziwym człowiekiem. Natura ludzka, mimo połączenia z bóstwem, zachowuje swą kondycję sługi (por. Flp 2,6-7). Było to konieczne ze względu na nasze zbawienie, dla naszego uzdrowienia: by pośrednik między Bogiem i ludźmi, Jezus Chrystus, jednocześnie mógł umrzeć i nie mógł umrzeć.
3. W części tej Papież Leon poszerza temat Wcielenia. W Chrystusie Bóg, który nie doznaje cierpienia i jest nieśmiertelny, otrzymał możliwość cierpieć i umrzeć za ludzi. Obydwie natury czynią to, co jest im właściwe w ścisłej jedności, komunii ze sobą – w jednej i tej samej osobie tego, który jest prawdziwym Synem Bożym i synem człowieka. Papież przytacza epizody z Ewangelii ukazujące bądź działanie natury ludzkiej, bądź boskiej w Chrystusie.
4. Ze względu na jedność natur, możemy powiedzieć o synu człowieka, że zstąpił z niebios, jak i o Synu Bożym, że został ukrzyżowany. Wyznał to także Piotr (por. Mt 16,16), że Chrystus-Mesjasz jest jednocześnie także Synem Bożym. Dzielić Chrystusa oznacza zniweczyć Tajemnicę (sacramentum) naszego zbawienia.
Papież kończy list potępiając Eutychesa i jego nauczanie jako absurdalne, nieprawe i nonsensowne. Wzywa heretyka do uznania swego błędu wobec Jezusa, miłosiernego Dobrego Pasterza.

## Teologia
Eutyches twierdził, wyprowadzając błędne wnioski z nauki, którą propagował Cyryl z Aleksandrii, że natura Boska i natura ludzka w Chrystusie utworzyły nową jakość. Tak więc ludzkie cechy, jakie miała Osoba Chrystusa, nie były takie same jak u wszystkich ludzi. Pogląd będący podstawą monofizytyzmu. Archimandryta Eytuches miał bronić przed synodem w Konstantynopolu stwierdzenia, że Nasz Pan przed zjednoczeniem był w dwóch naturach, lecz po zjednoczeniu wyznaję jedną naturę. 

### Realizm Wcielenia
Wobec tego błędu Leon wysunął argument, który dla wszystkich Ojców miał absolutnie zasadnicze znaczenie również w polemice z arianizmem, apolinaryzmem, jak i nestorianizmem: prawda zbawienia ludzkości wymaga, by Chrystus był w pełni współistotny z naturą ludzką, dzieląc z nią wszystkie ograniczenia, cierpienie i śmierć, lecz także, by był doskonale równy Ojcu niebieskiemu. Leon broni więc w liście przed Eutychesem prawdy ciała (łac. veritas carnis). Człowieczeństwo jest źródłem uniżenia i śmierci, bóstwo – zmartwychwstania i chwały.

### Osoba i natury
Formuły Leona Wielkiego dotyczące osoby Chrystusa, w stosunku do teologii Cyryla z Aleksandrii były znacznie bardziej precyzyjne. Biskup Aleksandrii nie dokonywał precyzyjnego rozróżnienia, przynajmniej na poziomie terminologii, między hypostazą (osoba) a fyzis (natura). Opisywał on Chrystusa za pomocą dwóch terminów: hypostaza-fyzis oraz ciało. Leon wprowadził trzy terminy: Słowo (Osoba Boska) i dwie natury: boska i ludzka. Wbrew podobieństwa tego ujęcia do chrystologii antiocheńskiej, która wydała Nestoriusza, Leon bardzo mocno potępił wszelkie próby rozdzielania tych dwóch natur. Zjednoczenie natur w osobie Chrystusa nie polega na działaniu łaski lub woli, lecz jest zjednoczeniem w jednej osobie. Jezus Chrystus jest jedną osobą, działającą w dwóch naturach połączonych ze sobą bez pomieszania. Jedność osoby implikuje współorzekanie przymiotów (łac. communicatio idiomatum), czyli mówienie o cechach ludzkich, które ma Chrystus jako Bóg, Druga Osoba Trójcy Świętej, i o cechach Boskich, które ma Chrystus jako człowiek, syn Maryi, Bogurodzicy.

### Polskie wydania
- List papieża Leona do Flawiana, biskupa Konstantynopola, o Eutychesie (tekst łac. i pol.), w: Dokumenty Soborów Powszechnych, t. 1, układ i oprac. Arkadiusz Baron, Henryk Pietras SJ, Kraków 2001 WAM Źródła Myśli Teologicznej, s. 196-213.
- Breviarium Fidei, wybór doktrynalnych wypowiedzi Kościoła, 85-87, red. Ignacy Bokwa, wyd. 3., Poznań 2007.

### Wydania w innych językach
- Oryginał łaciński: Epistola Ad Flavianum Episcopum Costantinopolitanum
- Po angielsku: Letter 28. W: Leo the Great: Letters. Ph. Schaff (oprac.). New York: 1886. (ang.). Brak numerów stron w książce

### Opracowania
- Saint Léon et le «Tome» a Flavien. Le Brigandage d'Éphèse. W: P.-Th. Camelot OP: Éphèse et Chlcédoine. Paryż: Éditions de L'Orante, 1962, s. 95-114, seria: Histoire des Conciles Oecumeniques, 2.
- Strzelczyk G.: Traktat o Jezusie Chrystusie. Brak numerów stron w książce W: Praca zbiorowa: Dogmatyka. T. 1. Warszawa: Więź, 2005, s. 233-499. ISBN 83-60356-02-5.